# Camponotus auriventris
Camponotus auriventris är en myrart som beskrevs av Carlo Emery 1889. Camponotus auriventris ingår i släktet hästmyror, och familjen myror. Inga underarter finns listade.